# Admestina wheeleri
Admestina wheeleri är en spindelart som beskrevs av George William Peckham och Elizabeth Maria Gifford Peckham 1888. Admestina wheeleri ingår i släktet Admestina och familjen hoppspindlar. Inga underarter finns listade i Catalogue of Life.